# Pulled pork
Pulled pork er en amerikansk ret fra sydstaterne. Den består af svinekød (nakkesteg) som krydres med en "Dry rub" (tør krydderiblanding), og derefter lægges på køl i 4-12 timer (oftest natten over). Herefter langtidssteges kødet i 10-15 timer ved temperaturer mellem 110-130°, og den lange tilberedningstid ved de lave temperaturer gør kødet så mørt, at det kan "trækkes" fra hinanden - deraf navnet Pulled pork.

## Tilberedning & Serveringsmuligheder
Nogle mener, det bedste resultat opnås ved tilberedning på grill, da det efter sigende giver kødet en mere røget smag . Retten kan dog også laves i ovnen, i en slow-cooker eller i en Sous Vide. Hvor nakkefilet er den mest populære udskæring at anvende i Pulled pork, så kan flere udskæringer fra grisen anvendes, såfremt de ikke er magre, og har lidt bindevæv. Gode velegnede udskæringer er ribbensteg, flæsk, slag og skank .
Pulled pork serveres ofte med coleslaw eller i en burger, man kan også bruges sammen med nachos, på pizza, i fajitas mm.

## Variationer
Mange typer kød kan langtidssteges, indtil det får så mør en tekstur, at det kan trækkes fra hinanden. Det gælder bla.
- Pulled Beef [9]
- Pulled Chicken [10]
- Pulled Turkey [11]
- Pulled Laks [12]
- Pulled Lam [13]
- Pulled Duck [14]

Derudover findes der også færdiglavede versioner af retten fra hhv. Tulip  og Jensensfood .